# Noord-Duitse Bond

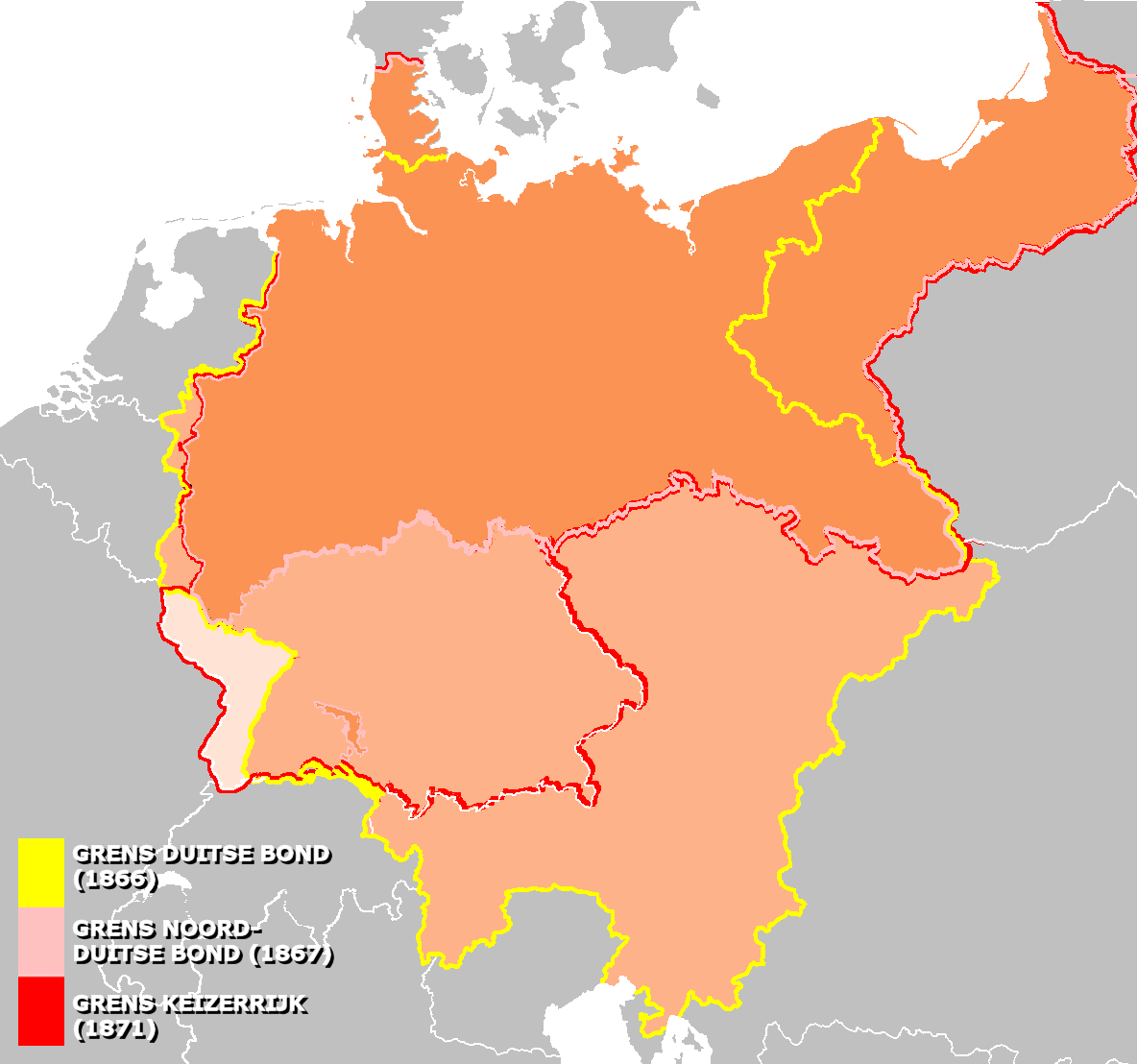
Grens Duitse Bond tot 1866
Grens Noord-Duitse Bond 1867–71
Grens Duitse Keizerrijk vanaf 1871

De Noord-Duitse Bond (Duits: Norddeutscher Bund) was van 1867 tot 1871 een federatie van negentien vorstendommen en drie vrije Hanzesteden, die voorheen met andere staten gebundeld waren in de Duitse Bond, opgericht in 1815. De Noord-Duitse Bond was de eerste federale Duitse staat en had ongeveer 30 miljoen inwoners.
Nadat verschillende pogingen hadden gefaald om de Duitse Bond te hervormen, verliet het machtige koninkrijk Pruisen, met kleinere bondgenoten deze Bond. Er ontstond een oorlog tussen deze en de andere staten, waarvan de machtigste tegenstander het keizerrijk Oostenrijk was. Na een snel besluit in deze Oostenrijks-Pruisische Oorlog van zomer 1866, stichtten Pruisen en zijn bondgenoten de Noord-Duitse Bond. Het was een militaire alliantie tussen onafhankelijke staten (August-Bündnis), met de bedoeling om later een federale staat te vormen met een grondwet. Dit werd gerealiseerd op 1 juli 1867.
De koning van Pruisen kreeg het voorzitterschap van de Bond, het Präsidium des Bundes, wat neerkwam op de rol van een staatshoofd. De Pruisische graaf Otto von Bismarck werd als bondskanselier de enige verantwoordelijke minister. En er was een parlement, de Rijksdag. De grondwet van 16 april 1867 beschreef de nieuwe staat als een confederatie, vanwege de belangen van de kleinere deelstaten en die van de Zuid-Duitse staten Beieren, Württemberg, Baden en Hessen-Darmstadt buiten de bond.
Dankzij een nauwe samenwerking tussen bondskanselier en een nationaal-liberaal-conservatieve meerderheid in de Rijksdag, kwamen er liberale wetten tot stand die de economische en juridische eenwording bevorderden. Het nieuw geschreven Bürgerliches Gesetzbuch, waarin het beste uit alle wetten en regels van de 22 bondsstaten was opgenomen onder een paraplu van centrale rechtsbeginselen, geldt internationaal nog steeds als een meesterstuk in wetgeving. Het Nederlands Burgerlijk Wetboek is er deels op gebaseerd.
De Noord-Duitse Bond bestond maar drie jaar en wordt vaak alleen als voorgeschiedenis van het Duitse Keizerrijk gezien. Tot de oorlog in 1870 was het wel heel onzeker of de Zuid-Duitse staten zich zouden aansluiten. Die aansluiting gebeurde op 1 januari 1871 met een nieuwe grondwet van de Noord-Duitse Bond, de Verfassung des Deutschen Bundes (niet te verwarren met de Deutscher Bund van 1815). De grondwet hernoemde de staat al naar Deutsches Reich.

## Geschiedenis

### Ontstaan
De Duitse Bond, die alle Duitse staten had omvat, viel uiteen tijdens de Pruisisch-Oostenrijkse Oorlog (14 juni – 26 juli 1866), de zogeheten Duitse Oorlog. Oostenrijk werd op 3 juli verslagen in de Slag bij Königgrätz en al snel tot onderhandelingen gedwongen. Oostenrijk erkende in de voorvrede te Nikolsburg op 26 juli en de Vrede van Praag op 23 augustus dat de Duitse Bond was ontbonden. Het veroorloofde ook Pruisen om een nieuwe bond ten noorden van de rivier de Main op te richten.
Op 18 augustus tekenden Pruisen en 15 andere Noord-Duitse staten een verdrag voor een Bündniß, dat later Augustbündnis werd genoemd. Op 21 augustus, drie dagen later, sloten ook Mecklenburg-Schwerin en Mecklenburg-Strelitz zich aan.
Zij stichtten daarmee een eenjarige militaire alliantie en tegelijkertijd beloofden zij om een federale staat op te richten. De basis daarvoor was een hervormingsplan dat Pruisen net vóór de oorlog had voorgesteld. Pruisen annexeerde het koninkrijk Hannover, het keurvorstendom Hessen, het hertogdom Nassau en de vrije stad Frankfort op 1 oktober en later ook Sleeswijk en Holstein.
In september en oktober 1866 sloten ook de staten ten noorden van de Main, die zich in de oorlog tegen Pruisen hadden gekeerd en niet waren geannexeerd (Saksen, Reuss oudere linie, Saksen-Meiningen en Hessen-Darmstadt), zich aan bij de Noord-Duitse Bond. Dit was onderdeel van hun vredesverdragen met Pruisen. Deze staten waren economisch sterk van Pruisen afhankelijk. Bovendien zouden ze zonder Augustbündnis niet meer door een militaire alliantie beschermd zijn geweest.

### Grondwet
Van 15 december 1866 tot 9 februari 1867 beraadslaagden afgevaardigden van de deelnemende staten te Berlijn over de nieuwe grondwet: de Bevollmächtigte der verbündeten Regierungen. Op 24 februari opende de Pruisische koning Wilhelm I de 'constituerende Noord-Duitse Rijksdag', die op 16 april 1867 de grondwet aannam.
De koning van Pruisen had volgens deze grondwet het Präsidium des Bundes (of Bundespräsidium, vanaf 1871 ook: Kaiser). Zijn belangrijkste taak was de benoeming van de bondskanselier, de enige minister. Alle handelingen van het Präsidium werden geldig pas na het contraseign door de bondskanselier. Daardoor werd de bondskanselier verantwoordelijk. Dit is in overeenstemming met het concept van de constitutionele monarchie in die tijd; zoals ook in andere grondwetten (bijvoorbeeld de Nederlandse) werd er niet vermeld aan wie de bondskanselier verantwoordelijkheid moest afleggen.

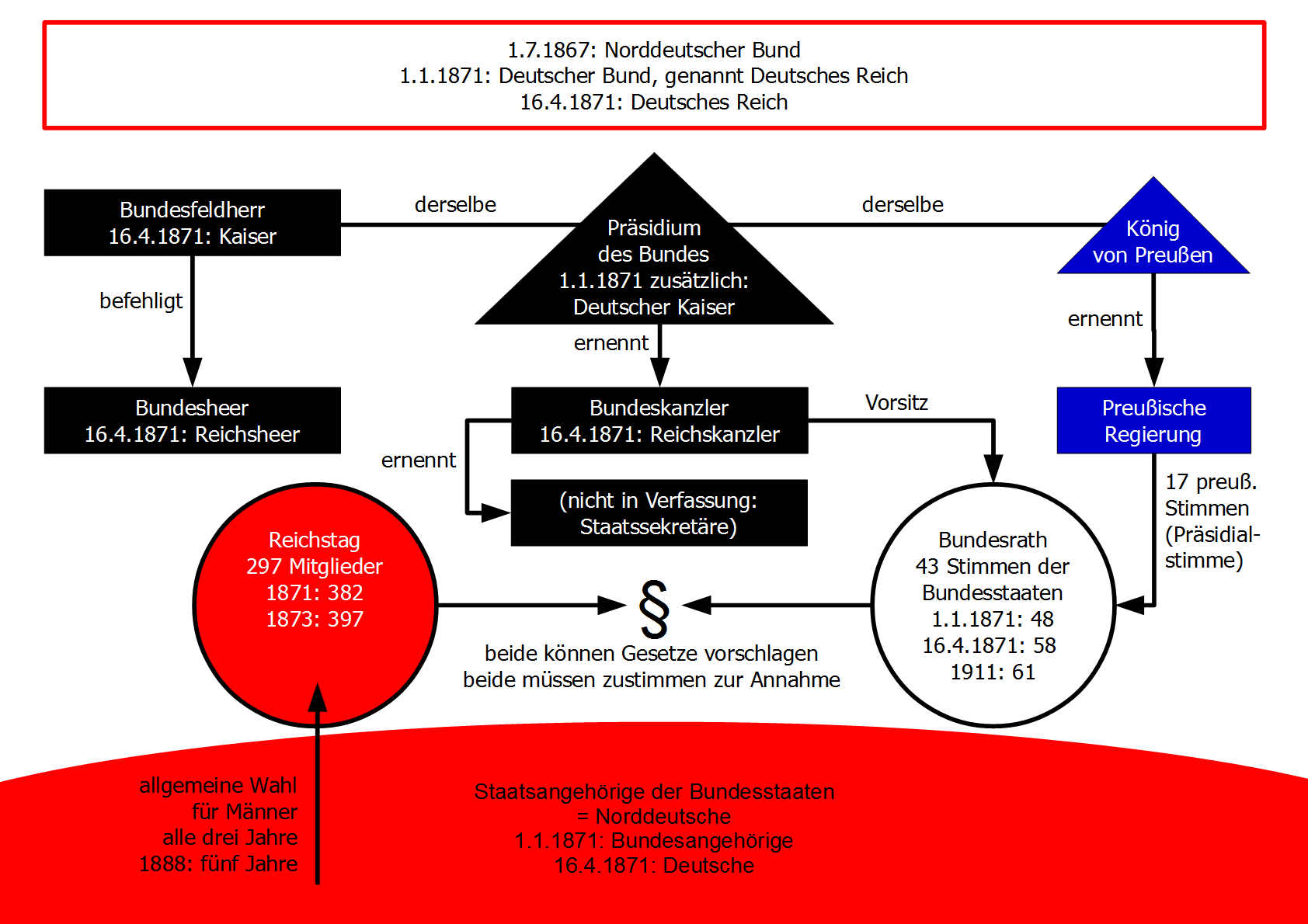
Overzicht van het politieke systeem van de Noord-Duitse Bond en het Keizerrijk

De bondskanselier benoemde staatssecretarissen als bazen van de opperste Ämter. De staatssecretarissen waren geen collega's maar ambtenaren; een collegiale regering was er niet. In de tijd tot de Noord-Duitse Bond werd er alleen een Bundeskanzleramt nieuw opgericht (de voorloper van het latere Reichsamt des Innern, allebei niet te verwarren met de Reichskanzlei). Het Pruisische ministerie van buitenlandse zaken werd (begin 1870) het Noord-Duitse Auswärtiges Amt. Dit is tot de huidige dag de traditionele benaming van het Duitse ministerie van Buitenlandse Zaken.
De wetgeving was in handen van Bondsraad en Rijksdag:
- De Bondsraad of Bundesrath bestond uit afgevaardigden van de lidstaten. Pruisen had 17 stemmen, in totaal waren het 43.
- De Rijksdag of Norddeutscher Reichstag was het parlement dat gebaseerd was op het algemeen kiesrecht (1 afgevaardigde per 100.000 stemgerechtigden).

Ofschoon alleen de Rijksdag als het parlement werd beschouwd leken de Bondsraad en Rijksdag op een tweekamerstelsel: beide konden wetten voorstellen, wetten hadden de instemming van beiden nodig.
De bondskanselier was de voorzitter van de Bondsraad maar had in die hoedanigheid geen stem daarin. In de praktijk (tot 1918) was de bondskanselier en later rijkskanselier vrijwel altijd ook de minister-president van Pruisen:
- De Pruisische minister-president had grote invloed op de Pruisische vertegenwoordigers in de bondsraad.
- Pruisen had geen meerderheid in de Bondsraad maar beschikte over veruit de meeste stemmen. Bismarck en zijn opvolgers hebben de overige deelstaten steeds met groot respect behandeld; de deelstaten maakten nooit een vuist tegen Pruisen. Bij een patstelling in de Bondsraad had Pruisen de doorslaggevende stem.
- Leden van de Bondsraad mochten in de Rijksdag spreken.

Daardoor kreeg de bondskanselier rechten en mogelijkheden die hij op grond van de grondwet niet had. Zo compenseerde hij de bepaald geringe grondwettelijke macht van het ambt.

## Politiek

### Partijen
De Rijksdag van de Noord-Duitse Bond speelt een grote rol in de geschiedenis van de Duitse partijen. Hier vormden zich de belangrijkste partijen die ook later in het Keizerrijk en deels ook nog later bestonden. In tegenstelling tot de meeste andere landen van de wereld mochten in Noord-Duitsland (vereenvoudigd gezegd) alle volwassen mannen stemmen, niet alleen een kleine bevoorrechte groep rijken.
De liberalen splitsten zich op in twee groepen. De linkse liberalen in de traditie van de Pruisische Fortschrittspartei bleven in oppositie ten opzichte van Bismarck. Ze konden de conflictueuze voorafgaande jaren niet vergeten. De nationale liberalen daarentegen gingen als eigen groep door in 1867: ze werkten met Bismarck samen om liberale hervormingen te bewerkstelligen. 
Ook bij de conservatieven deed zich een splitsing voor, gebaseerd op de samenwerking met Bismarck. De traditionelere Pruisische conservatieven bleven zeer behoudend en wantrouwden Bismarck, die ooit zelf tot deze groep had gehoord. Flexibeler waren de Freikonservative.
De arbeiderspartijen waren in deze periode nog klein. Wel was de Noord-Duitse Rijksdag het eerste parlement ter wereld met socialistische afgevaardigden. Ze waren toen nog onderdeel van een samenwerking met linksdemocratische groeperingen. In 1869 werd de marxistische Sozialdemokratische Arbeiterpartei opgericht, een belangrijke voorganger van de huidige SPD.
Van de andere groeperingen in de Rijksdag was vooral de Bundesstaatlich-konstitutionelle Vereinigung van belang. Deze 18 afgevaardigden kwamen vooral uit de Pruisische provincies die pas in 1866 werden geannexeerd. Sommigen van hen waren liberaal, anderen conservatief. De vereniging was eerder kritisch op Bismarck maar werkte toch aan belangrijke wetten mee. De twee katholieken van de vereniging, Hermann von Mallinckrodt en Ludwig Windhorst, werden in december 1870 leiders van de nieuwe katholieke fractie, het Zentrum. Dit werd rondom 1900 de grootste fractie in de Rijksdag.

### Wetgeving

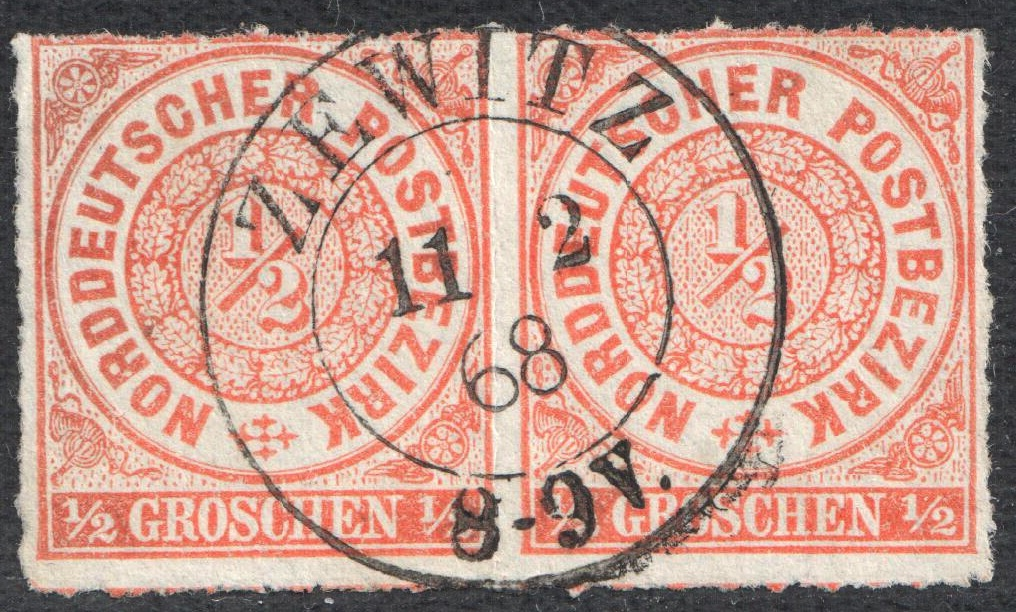
Het Norddeutscher Postbezirk was de institutie die de voormalige posterijen in Noord-Duitsland verving. In wezen ging het om de uitbreiding van het Pruisische systeem op de andere deelstaten.

Bondskanselier Bismarck en de meerderheid in de Rijksdag werkten nauw samen om de nieuwe staat leven in te blazen. Op veel gebieden werd Noord-Duitsland geünificeerd. Bijvoorbeeld het Strafgesetzbuch van mei 1870 is de basis ook van het huidige Duitse strafwetboek. Een Maß- und Gewichtsordnung introduceerde het metrische systeem; net als sommige andere belangrijke wetten werd ze al in de tijd van de Duitse Bond voorbereid.
Bismarcks meerderheid in de Rijksdag waren de vrijconservatieven en nationaal-liberalen; hijzelf was geen partijlid. De samenwerking bestond tot in 1878 toen hij met de nationaal-liberalen brak. De ruim tien jaar samenwerking staan ook bekend als de Liberale Ära. Toch ook later was de gematigd-conservatieve en rechts-liberale samenwerking nog steeds de parlementaire basis van de Duitse overheden, zij het ook vergroot met linksliberale groeperingen of het katholieke Zentrum.
De liberalisering van Noord-Duitsland (en later het Keizerrijk) kende wel haar grenzen. Ook verruimde de Rijksdag zijn macht en invloed, bepaalde gevoelige onderwerpen bleven grootdeels buiten de controle van het parlement: buitenlandse politiek en het militair. Dat betrof dus meer dan 80 procent van de Noord-Duitse begroting.

### Internationale betrekkingen

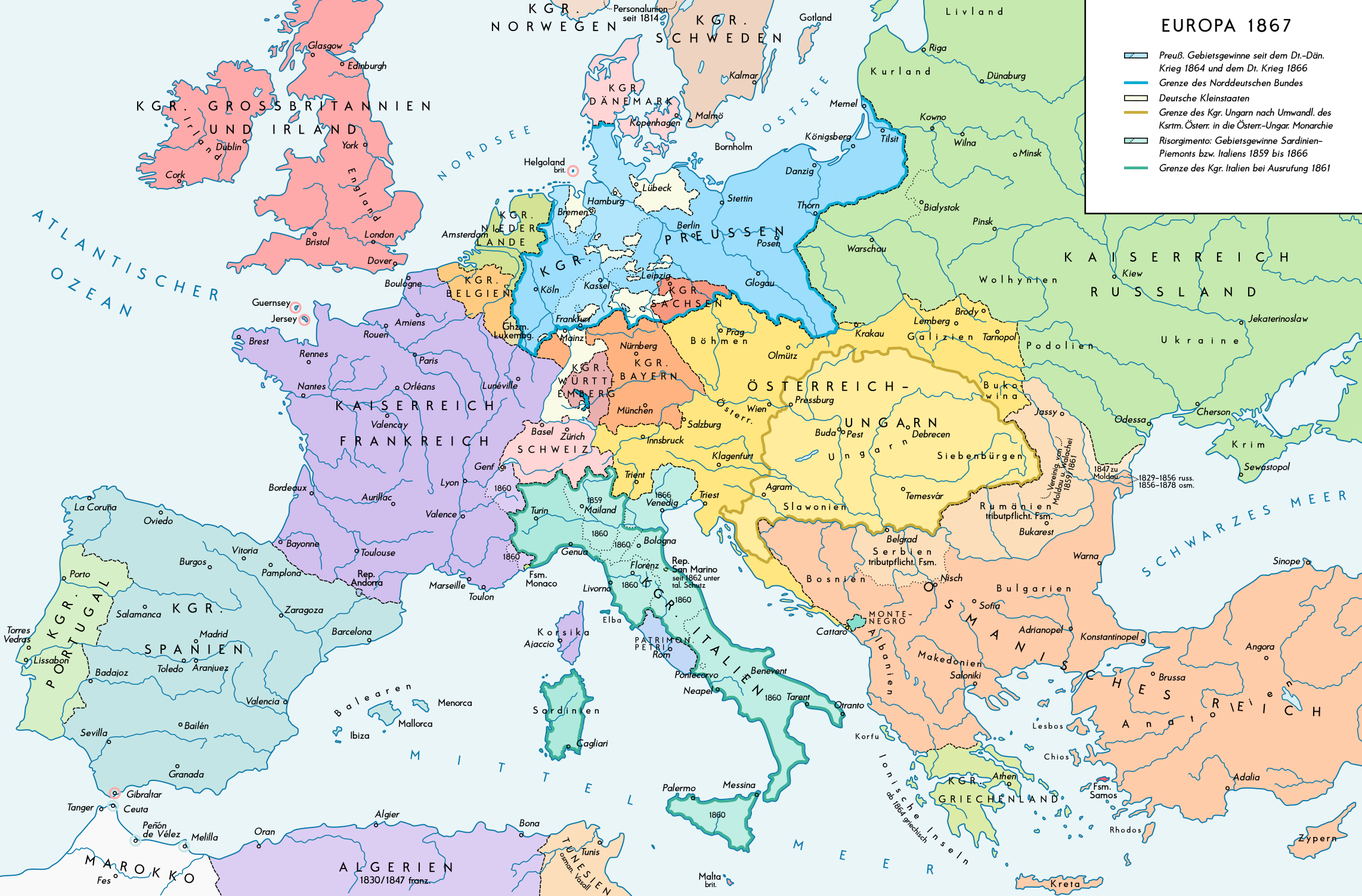
Noord-Duitse Bond in Europa, 1867

De Franse keizer Napoleon III had oorspronkelijk de nationale bewegingen in Italië en Duitsland gesteund. Hij werd echter teleurgesteld door Italië dat na de eenwording van 1861 zich minder volgzaam was aan Frankrijk opstelde dan gehoopt. Ook Pruisen voerde een eigen koers. Vóór en tijdens de Oostenrijks-Pruisische oorlog van 1866 hoopte Napoleon op het verwerven van Duitse gebieden maar ving bot. Frankrijk zag, terecht, dat het de hegemonie over West-Europa aan het verliezen was.
Reeds in 1867 speelde de Luxemburgse kwestie, die ontstond toen Napoleon III het groothertogdom Luxemburg, om het beoogde West-Europese machtsevenwicht te herstellen, van de Nederlandse koning Willem III wilde kopen; Pruisen protesteerde hier sterk tegen.
Een ander geschil met Frankrijk was over de nieuwe Spaanse koning. In 1868 had een revolutionair comité koningin Isabella afgezet. Een van de kandidaten was de Pruisische prins Leopold van Hohenzollern (uit de katholieke tak van de Hohenzollern). Keizer Napoleon III wilde Leopold als koning voorkomen, hetgeen in 1870 aanleiding gaf tot de Frans-Duitse Oorlog.

### Overgang naar het Duitse Rijk 1870/1871
In de Frans-Duitse oorlog streden ook de Zuid-Duitse staten (behalve Oostenrijk-Hongarije) aan Noord-Duitse zijde. Op 15 november 1870 tekenden het groothertogdom Baden en beide delen van Hessen-Darmstadt gezamenlijk verdragen voor de toetreding tot de Noord-Duitse Bond. Het koninkrijk Beieren volgde op 23 november en het koninkrijk Württemberg op 25 november. Rijksdag en Bondsraad gingen op 10 december akkoord dat koning Wilhelm de titel Deutscher Kaiser en de staat de naam Deutsches Reich kregen. Op 1 januari 1871 trad een nieuwe grondwet in werking, de Verfassung des Deutschen Bundes. Op 18 januari werd koning Wilhelm tot keizer uitgeroepen; deze titel had hij echter al door de grondwet van 1 januari.
In de grondwet waren nog niet alle ontwikkelingen en nieuwe benamingen verwerkt. Daarom stelde de bondskanselier aan Bondsraad en Rijksdag een bewerkte grondwet voor. De Verfassung des Deutschen Reiches van 16 april 1871 trad op 4 mei in werking. Pas sindsdien was de bondskanselier ook echt de rijkskanselier. Andere benamingen zoals Bundesgebiet (het gebied van de bond) bleven echter gehandhaafd. Ook bleven sommige bepalingen uit de jaren 1870/1871 buiten de grondwet.
Door de nieuwe grondwet ontstond volgens de meeste historici en staatsrechtwetenschappers geen nieuwe staat: De Noord-Duitse Bond van 1 juli 1867 is dus dezelfde staat als de huidige Bondsrepubliek Duitsland. In de loop der tijd zijn alleen de benamingen, wetten en het grondgebied veranderd.

## Omvang en deelstaten

Inwoners van het Duitse Rijk in 1871. Het aantal mensen dat vanuit Berlijn werd geregeerd verdubbelde tussen begin 1866 en begin 1871. Door de annexaties in Noord-Duitsland en de oprichting door de Noord-Duitse Bond zijn ongeveer even veel inwoners erbij gekomen als in 1870/71.

De Noord-Duitse Bond omvatte alle staten ten noorden van de Main die eerder tot de Duitse Bond hadden behoord. Uitzonderingen waren Luxemburg en Limburg. Hun groothertog/hertog was de Nederlandse koning. Ook de Pruisische Hohenzollernsche Lande ten zuiden van de Main behoorden tot de bond. Hessen-Darmstadt, dat deels noordelijk en deels zuidelijk van deze rivier lag, moest in 1866 slechts met zijn noordelijke provincie Opper-Hessen toetreden.
Het gebied van de Noord-Duitse Bond omvatte daarmee op 21 oktober uiteindelijk 415.150 km² met bijna 30 miljoen inwoners. Ruim 80% van de Noord-Duitsers woonde in Pruisen. Ter vergelijking: Het Duitse Rijk van 1871 had 41 miljoen inwoners.
| Noord-Duitse Bond | Staatsvorm         | Staat                     | Hoofdstad       | Oppervlakte | Stemmen | Toegetreden       |
| --- | ------------------ | ------------------------- | --------------- | ----------- | ------- | ----------------- |
| Saksen | Koninkrijk         | Saksen                    | Dresden         | 14.992 km²  | 4       | 21 oktober 1866   |
| Pruisen | Koninkrijk         | Pruisen met Lauenburg1    | Berlijn         | 348.702 km² | 17      | 18 augustus 1866  |
| Hessen-Darmstadt | Groothertogdom     | Hessen(-Darmstadt)2       | Darmstadt       | 7688 km²    | 1       | 3 september 1866  |
| Mecklenburg-Schwerin | Groothertogdom     | Mecklenburg-Schwerin      | Schwerin        | 13.126 km²  | 2       | 21 augustus 1866  |
| Mecklenburg-Strelitz | Groothertogdom     | Mecklenburg-Strelitz      | Neustrelitz     | 2929 km²    | 1       | 21 augustus 1866  |
| Oldenburg | Groothertogdom     | Oldenburg                 | Oldenburg       | 6428 km²    | 1       | 18 augustus 1866  |
| Saksen-Weimar-Eisenach | Groothertogdom     | Saksen-Weimar-Eisenach    | Weimar          | 3611 km²    | 1       | 18 augustus 1866  |
| Anhalt | Hertogdom          | Anhalt                    | Dessau          | 2299 km²    | 1       | 18 augustus 1866  |
| Brunswijk | Hertogdom          | Brunswijk                 | Brunswijk       | 3672 km²    | 2       | 18 augustus 1866  |
| Saksen-Altenburg | Hertogdom          | Saksen-Altenburg          | Altenburg       | 1323 km²    | 1       | 18 augustus 1866  |
| Saksen-Coburg en Gotha | Hertogdom          | Saksen-Coburg en Gotha3   | Coburg en Gotha | 1977 km²    | 1       | 18 augustus 1866  |
| Saksen-Meiningen | Hertogdom          | Saksen-Meiningen          | Meiningen       | 2468 km²    | 1       | 8 oktober 1866    |
| Lippe | Vorstendom         | Lippe                     | Detmold         | 1215 km²    | 1       | 18 augustus 1866  |
| Reuss jongere linie | Vorstendom         | Reuss jongere linie       | Gera            | 826 km²     | 1       | 18 augustus 1866  |
| Reuss oudere linie | Vorstendom         | Reuss oudere linie        | Greiz           | 316 km²     | 1       | 26 september 1866 |
| Schaumburg-Lippe | Vorstendom         | Schaumburg-Lippe          | Bückeburg       | 340 km²     | 1       | 18 augustus 1866  |
| Schwarzburg-Rudolstadt | Vorstendom         | Schwarzburg-Rudolstadt    | Rudolstadt      | 940 km²     | 1       | 18 augustus 1866  |
| Schwarzburg-Sondershausen | Vorstendom         | Schwarzburg-Sondershausen | Sondershausen   | 862 km²     | 1       | 18 augustus 1866  |
| Waldeck | Vorstendom         | Waldeck(-Pyrmont)         | Arolsen         | 1121 km²    | 1       | 18 augustus 1866  |
| Bremen | Vrije en Hanzestad | Bremen                    | Bremen          | 256 km²     | 1       | 18 augustus 1866  |
| Hamburg | Vrije en Hanzestad | Hamburg                   | Hamburg         | 413 km²     | 1       | 18 augustus 1866  |
| Lübeck | Vrije en Hanzestad | Lübeck                    | Lübeck          | 297 km²     | 1       | 18 augustus 1866  |
| 1 Inclusief de stemmen van de geannexeerde staten Hannover, Hessen-Kassel, Holstein, Nassau en Frankfurt. 2 Slechts de noordelijke provincie Opper-Hessen maakte deel uit van de bond. 3 Saksen-Coburg en Saksen-Gotha in personele unie. Deze dubbelstaat bezat echter maar één stem. |                    |                           |                 |             |         |                   |